# Política econômica anticíclica
Uma política econômica anticíclica consiste no conjunto de  ações governamentais voltadas a impedir, sobrepujar, ou minimizar, os efeitos do ciclo econômico.

## Teoria
Ciclos econômicos são flutuações da atividade econômica, inerentes à economia e caracterizadas pela alternância de períodos de ascensão (picos) e períodos de recessão (vales, isto é, o ponto mais baixo de ciclo). Os ciclos econômicos decorrem da sobreacumulação ou superprodução, à qual se seguem expectativas de declínio da taxa de lucro (ou de que a taxa de lucro seja menor que a taxa de juros), o que provoca a redução de investimentos e desaceleração do nível de atividade. Fatores exógenos, como os choques do petróleo e as crises financeiras, podem contribuir para reverter o ciclo e acentuar seus efeitos.
As políticas anticíclicas são defendidas geralmente pelos keynesianos, que consideram que  o ciclo econômico não tende ao equilíbrio geral, como pensavam os neoclássicos. Segundo a escola keynesiana o déficit público é o principal instrumento de política econômica para amenizar os efeitos do ciclo. Assim, durante a recessão, o governo deve intervir, reduzindo tributos, promovendo a expansão do crédito e o aumento dos gastos, realizando investimentos capazes de estimular a economia. Desta forma, durante a recessão, o déficit público deve se expandir de modo a restabelecer o equilíbrio econômico. O inverso deve ocorrer durante a fase ascendente do ciclo: nos períodos de prosperidade, o Estado deve aumentar a tributação, constituindo um superavit para pagar suas dívidas e formar um fundo de reserva que possa ser utilizado durante os períodos de recessão (ou depressão).

## No Brasil
No Brasil, o II Plano Nacional de Desenvolvimento (PND II), parcialmente implementado pelo governo Geisel durante o primeiro choque do petróleo (segundo semestre de 1973), pode ser considerado como um exemplo, embora não muito bem sucedido, de política anticíclica. 
Outro exemplo, mais recente, é o Programa de Aceleração de Crescimento - PAC - , de características anticíclicas e desenvolvimentistas, que visa promover um crescimento econômico através do aumento de gastos públicos em obras de infraestrutura. Já o Programa Minha Casa, Minha Vida, que tem como meta construir um milhão de casas, também tem um caráter anticíclico na medida em que promove o aumento do nível de investimento e emprego na construção civil.
 Destaca-se também o papel do BNDES no financiamento de investimentos.